# Gedragscode voor veilig laden en lossen van bulkschepen
De Gedragscode voor veilig laden en lossen van bulkschepen (Code of Practice for the Safe Loading and Unloading of Bulk Carriers, BLU-code) is de SOLAS-standaard op het gebied van de belading van bulkcarriers. Met resolutie A.862(20) werd op 27 november 1997 de code aangenomen. De code moet worden toegepast naast de IMSBC-code.
De code was een reactie op de sterke stijging van scheepsrampen met bulkcarriers aan het begin van de jaren 1990.